# Sullivan's Travels
Sullivan's Travels is een Amerikaanse filmkomedie uit 1941 onder de regie van Preston Sturges.

## Verhaal
Regisseur John Lloyd Sullivan is het maken van tweederangs films beu. Hij wil een film maken over armoede, maar zijn producenten wijzen hem erop dat hij er geen moer van afweet. Hij gaat daarom op stap om stof op te doen voor zijn film.

## Rolverdeling
| Acteur            | Personage             |
| ----------------- | --------------------- |
| Joel McCrea       | John Lloyd Sullivan   |
| Veronica Lake     | Meisje                |
| Robert Warwick    | Mijnheer LeBrand      |
| William Demarest  | Mijnheer Jones        |
| Franklin Pangborn | Mijnheer Casalsis     |
| Porter Hall       | Mijnheer Hadrian      |
| Byron Foulger     | Johnny Valdelle       |
| Margaret Hayes    | Secretaresse          |
| Robert Greig      | Burroughs             |
| Eric Blore        | Bediende van Sullivan |
| Torben Meyer      | Arts                  |
| Victor Potel      | Cameraman             |
| Richard Webb      | Radio-omroeper        |
| Charles R. Moore  | Zwarte kok            |
| Almira Sessions   | Ursula Kornheiser     |